# IJ (Ámsterdam)

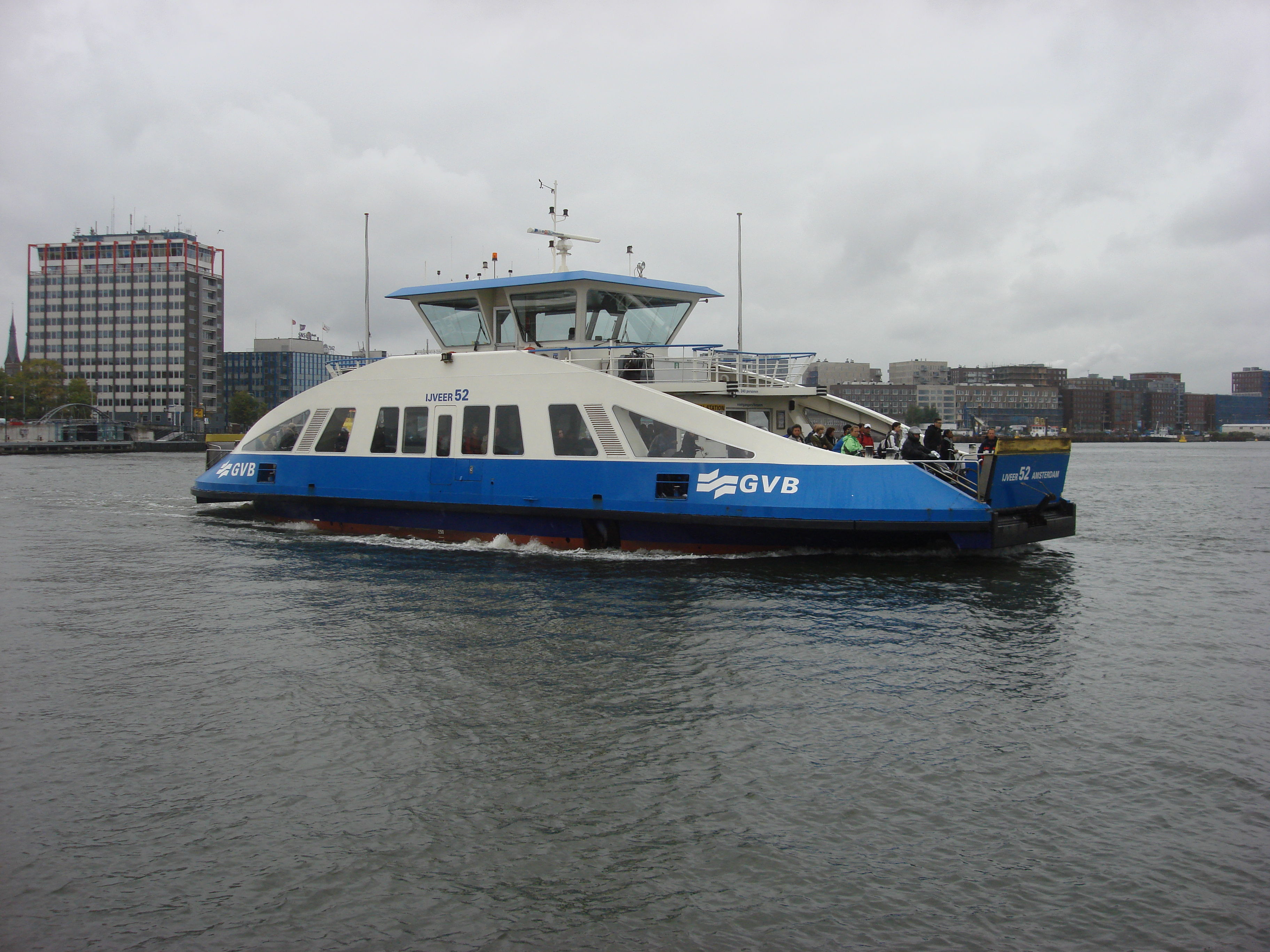
Un ferry cruzando la bahía del IJ en Ámsterdam.

El IJ (pronunciado [ɛi̯]) (a veces aparece en los mapas antiguos como "Y" o "Ye") es un cuerpo de agua, que antiguamente fue una bahía, en la provincia neerlandesa de Holanda Septentrional. Es conocido por ser costa de Ámsterdam. El nombre deriva del término genérico germánica para "agua" y es similar a otros Aa / Ee nombres de las masas de agua. En neerlandés, el nombre está formado por el dígrafo ij, que se considera una sola letra, y por lo tanto, se representa con letras mayúsculas.

## Historia

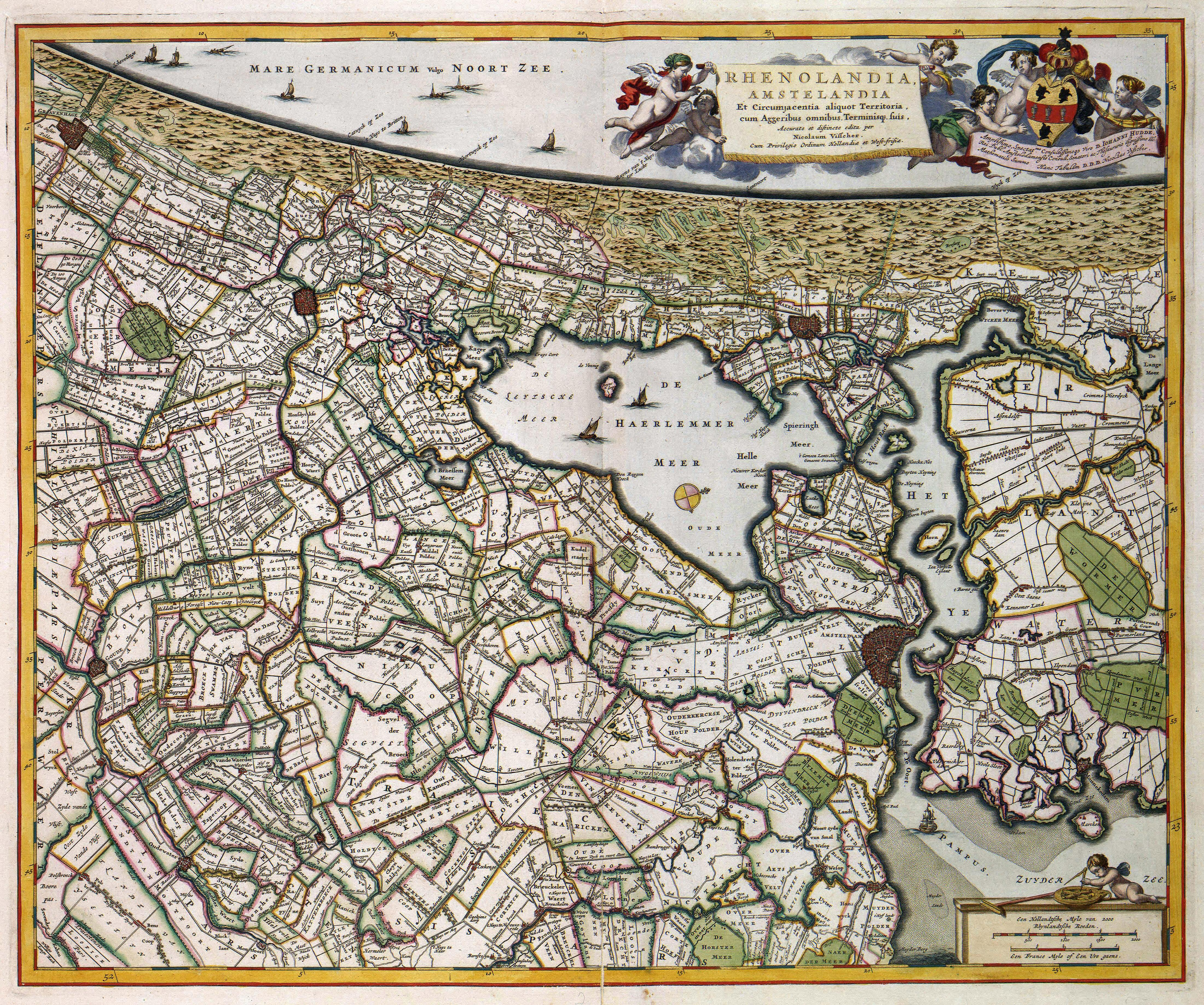
Mapa de Ámsterdam de 1681 mostrando la ubicación exacta de la bahía del IJ.

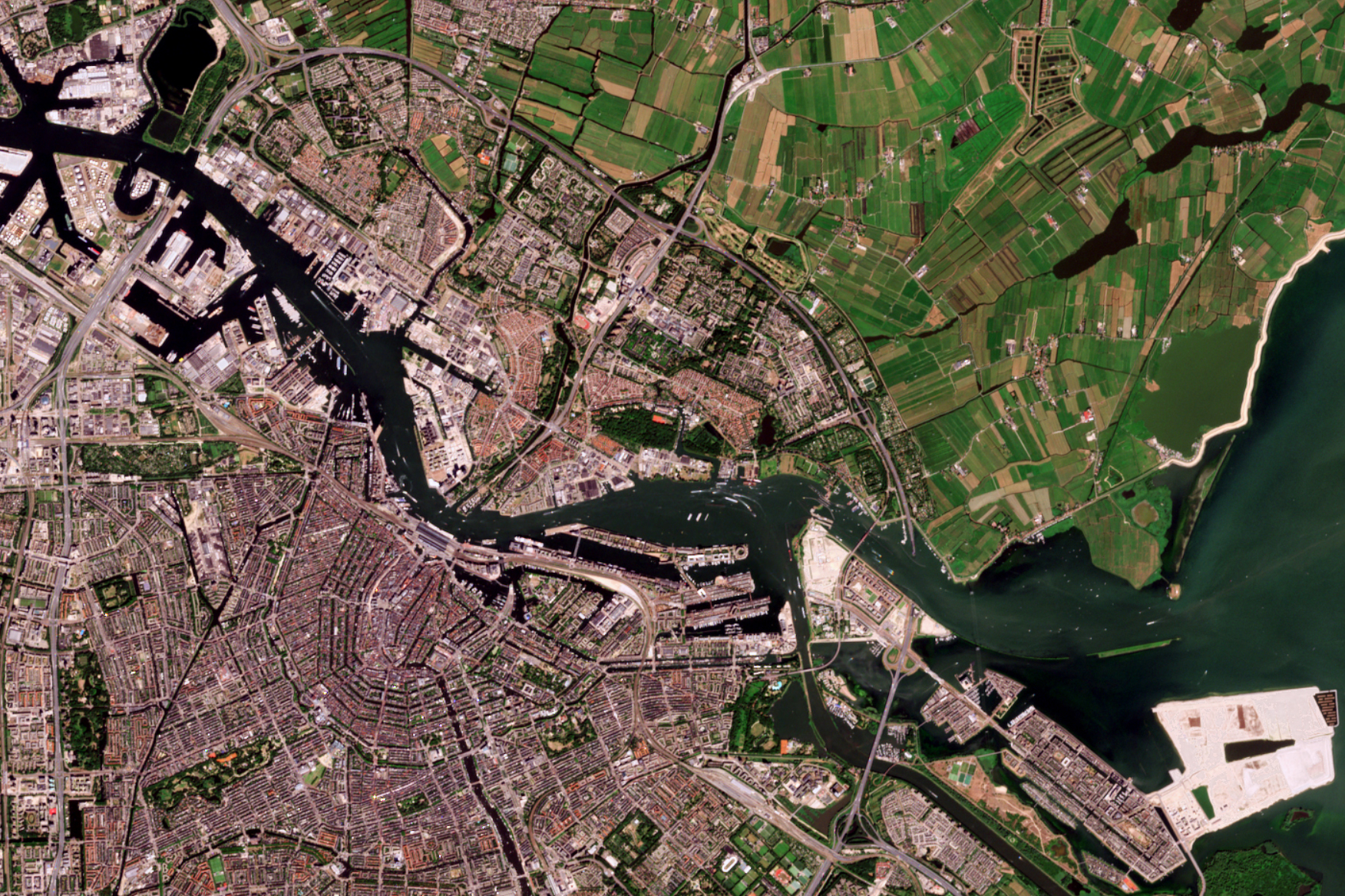
IJ, Amsterdam, 2020

En tiempos históricos, el IJ fue una bahía de aguas salobres larga y estrecha que conectaba la Zuiderzee (en sí misma una bahía del mar del Norte) y se extendía desde Ámsterdam en el este, hasta Velsen en el oeste. En su extremo oeste, solo la cresta de dunas naturales en toda la costa holandesa del Mar del Norte bloqueaba el acceso al mar del IJ, que crecieron cada vez más grandes a través de los siglos, pasando de la conexión directa con el Mar del Norte y así hacer la península de Holanda del Norte casi una isla. En el siglo XVII, sin embargo, el acceso al IJ se hizo difícil debido a bancos de arena en su boca, y que los barcos eran cada vez más grandes, siendo casi imposible la navegación los buques para llegar a la ciudad. Al mismo tiempo, las aguas de la bahía anegaron las tierras de cultivo circundantes, casi conectándose con el Haarlemmermeer (Lago de Haarlem) y amenazando seriamente las ciudades de Haarlem y Ámsterdam.
Se llevaron a cabo planes para recuperar tanto el Haarlemmermeer y el bahía del IJ y convertirlos en pólderes. El Haarlemmermeer fue el primero, desecándose en 1852, y la mayor parte del IJ hizo lo mismo entre 1865 y 1876, con solo un pequeño lago que permanece en Ámsterdam y que fue aislado del Zuiderzee por los bloqueos de Oranje. Al mismo tiempo, el Canal del mar del Norte fue construido en la antigua cuenca del IJ para proporcionar a Ámsterdam acceso al mar de nuevo y reactivar su puerto en crisis. Se creó la desembocadura del canal por el municipio de Velsen, construyendo un nuevo puerto IJmuiden en el lado oeste de la desembocadura.
La bahía cercana a Buiten acogió las pruebas de vela ligera mixta para la Juegos Olímpicos de 1928 en la vecina Ámsterdam. También fue sede de dos eventos para los Juegos Olímpicos de Amberes en 1920.